# Fiocco Frosty il pupazzo di neve
Fiocco Frosty il pupazzo di neve (Frosty the Snowman) è un cortometraggio d'animazione per la televisione statunitense prodotto da Rankin/Bass, basato sull'omonimo brano musicale natalizio. È stato mandato in onda per la prima volta il 7 dicembre 1969 sulla CBS.  
Le animazioni vennero realizzate dallo studio d'animazione giapponese Mushi Productions, fra gli animatori figura anche il celebre regista di anime Ozamu Dezaki. Assieme a La storia di Lumetto, Buon Natale, Charlie Brown! e Come il Grinch rubò il Natale, è uno degli speciali natalizi più popolari, e viene trasmesso da CBS annualmente. Il corto ha inoltre avuto quattro sequel: Frosty's Winter Wonderland (1976), Il Natale di Rudolph e Frosty (1979), Frosty Returns (1992) e The Legend of Frosty the Snowman (2005).

## Trama
Il pupazzo di neve Frosty viene portato in vita dalla piccola Karen e dai suoi amici grazie ad un cappello a cilindro magico. Temendo che con l'arrivo della primavera il suo amico possa sciogliersi, la bambina si offre di accompagnarlo al Polo Nord. Frosty e Karen si mettono in viaggio, accompagnati dal coniglio Hocus Pocus. Nel frattempo l'avido prestigiatore Professor Hinkle, proprietario del cilindro magico, si mette sulle tracce dei due per rubare il cappello. Nella loro avventura Frosty e Karen verranno aiutati da Babbo Natale.

## Colonna sonora
1. Medley: Santa Claus Is Comin' to Town...Be Prepared to Pay – 25:18
2. Medley: Put One Foot in Front of the Other...Santa Claus Is Comin' to Town – 24:55
3. Frosty the Snowman Theme & Narration (inizio) – 13:45
4. Frosty the Snowman Theme & Narration (conclusione) – 11:48
5. Santa Claus Is Comin' to Town – 1:50
6. Frosty the Snowman – 1:04

## Doppiaggio

### Doppiatori originali
- Jackie Vernon: Frosty
- Jimmy Durante: se stesso (narratore)
- Billy De Wolfe: Professor Hinkle
- June Foray: Karen (prima trasmissione), bambini, maestra
- Paul Frees: vigile urbano, bigliettaio, Hocus Pocus, Babbo Natale
- Suzanne Davidson: Karen (repliche)
- Greg Thomas: bambini (repliche)

### Doppiatori italiani
- Maria Serrao
- Marco Cortesi
- Fiorenzo Fraccascia

## Distribuzione

### Edizione italiana
In Italia il mediometraggio è stato distribuito in VHS nel 1991 dalla Armando Curcio Editore, per la collana Il castello delle fiabe, insieme a episodi di varie serie animate. Il doppiaggio è stato eseguito dallo Studio Zero di Roma.